# Alter Ego (película de 2021)
Alter Ego es una película estadounidense de suspenso y crimen de 2021, dirigida por Ezio Massa, que a su vez la escribió junto a Marcelo Páez Cubells, musicalizada por Luciano Onetti, en la fotografía estuvo Benjamin Zimbric y los protagonistas son Dylan Walsh, Steve Stanulis y Eric Roberts, entre otros. El filme fue producido por Malevo Films Argentina (MFA), Stanulis Films, The Hombre Orquesta y Untamed River Media and Productions; se estrenó el 7 de diciembre de 2021.

## Sinopsis
Trata acerca de un investigador veterano que orienta, en su último trabajo en una escena del crimen, a un joven colega que recién comienza.

## Reparto
- Dylan Walsh como Allan Schaeffer
- Steve Stanulis como el guardia
- Eric Roberts como Detective DiBiasse
- Deborah Twiss como Paula
- Rodrigo Guirao como joven detective
- Bettina Bilger como Samantha Sellers
- Harry Chambarry como el manager
- Nanci Guerrero como Lili Cintron